# Diecezja Guildford
Diecezja Guildford (ang. Diocese of Guildford) – diecezja Kościoła Anglii w metropolii Cantebury, obejmująca większość obszaru hrabstwa Surrey, część hrabstwa Hampshire, a także mały fragment Wielkiego Londynu. Siedzibą biskupa jest Guildford. Diecezja powstała w 1927 roku w wyniku wyłączenia części terytorium z diecezji Winchesteru.  

## Biskupi
stan na 17 stycznia 2018
- biskup diecezjalny: Andrew Watson (z tytułem biskupa Guildford)
- biskup pomocniczy: Jo Wells (z tytułem biskupa Dorking)